# 神奈川縣立有馬高等學校
神奈川縣立有馬高等學校（かながわけんりつありまこうとうがっこう）是位於日本神奈川縣海老名市社家五丁目的一所公立高等学校。校名來自於有馬村。神奈川縣立有馬高等學校也是UNESCO ASPNet成員學校。學校成立於1983年。

## 設置学科
- 普通科（日语：普通科 (学校)）

## 交通
- JR相模線社家站

## 校友
- 中村武人 - 神奈川縣議会議員
- 矢部達哉（日语：矢部達哉） - 小提琴家
- タケトモアツキ（竹友あつき）-創作歌手

## 外部連結
- 神奈川県立有馬高等学校 （页面存档备份，存于）